# Author
Author (рус. «Автор») — чешская фирма, производитель велосипедов.

## История
История этого велосипедного бренда берёт своё начало в столице Чехии — Праге, где в 1990 году была создана компания с громким названием «Universe Agency» (рус. Агентство Вселенной). Первоначально, занимаясь только импортом велокомпонентов, особой славы компании сыскать не удалось. Но уже через три года, в 1993 году, было налажено производство и импорт велосипедов из Азии. Именно эта дата считается официальным днём рождения велосипедов Author. Таким образом, на сегодняшний день, производство и контроль качества выпускаемой продукции этой компании сосредоточены в Азии, а технические разработки и управление в Европе.

## Спортивные Достижения
В 1994 году у фирмы появилась собственная заводская команда для участия в международных соревнованиях. В 2000 году ей удалось добиться значительных успехов в велокроссе, а в 2006 году Михаил Прокоп стал чемпионом мира в этой дисциплине.